# خفر السواحل الجورجي
خفر السواحل الجورجي (بالجورجية: საქართველოს სანაპირო დაცვა) هو العنصر البحري لشرطة الحدود الجورجية، التابعة لوزارة الداخلية. وهو مسؤول عن توفير الحماية البحرية لساحل جورجيا البالغ طوله 310 كم (190 ميل)، وكذلك المياه الإقليمية الجورجية. تتمثل المهام الأساسية له في إدارة المياه الإقليمية ومكافحة التلوث البحري وإنفاذ القانون البحري والبحث والإنقاذ وأمن الموانئ والدفاع البحري. جرى استيعاب البحرية الجورجية السابقة في خفر السواحل في 2009.
كانت البحرية الجورجية (بالجورجية: საქართველოს სამხედრო საზღვაო ძალები؛ القوات البحرية الجورجية) فرعاً للقوات المسلحة التابعة لوزارة الدفاع الجورجية حتى 2009، عندما دُمجت مع خفر السواحل وانتقلت تبعيتها إلى وزارة الداخلية.كانت البحرية الجورجية تتألف من 19 سفينة و531 فرداً من بينهم 181 ضابطاً و200 ضابط صف و114 مجنداً و36 مدنياً وذلك قبل حرب أوسيتيا الجنوبية 2008.
يقع المقر الرئيسي وقاعدة خفر السواحل الرئيسية في ميناء بوتي على البحر الأسود. توجد قاعدة ثانية أصغر في باتومي، أدجاريا. إلى جانب القوة المتمركزة في بوتي، يضم خفر السواحل أيضاً مفرزة خاصة لمكافحة الإرهاب. تتم صيانة محطات رادار المراقبة البحرية في في أناكليا، بوتي، سوبسا، تشاكفي،
وجونيو، مما يوفر تغطية لجميع المياه الإقليمية.
قائد خفر السواحل الجورجي هو الكابتن راماز بابيدزي اعتباراً من 2021.

## للمزيد من القراءة
- Army & Society in Georgia (1998). Slavic & East European Collections at جامعة كاليفورنيا (بركلي). Accessed on August 13, 1992.

## وصلات خارجية
- إدارة خفر السواحل - وزارة الداخلية شرطة حدود جورجيا
- القوات البحرية الجورجية باللغة الجورجية
- سفن البحرية الجورجية باللغة الجورجية